# 파울라인
파울라인이란 야구에서 파울과 페어를 구분하기 위해 1루와 3루를 중심으로 하여 담장까지 이어진 라인선을 가르킨다. 

## 설명
파울라인을 통해 야구에서는 파울과 페어가 결정된다. 타자가 친 공이 파울라인의 선 바깥에 떨어지면 파울이 되며 파울라인의 바깥으로 담장이 넘어가면 홈런이 아닌 파울로 된다. 2스트라이크 이상에서 번트를 댄 타구가 파울라인의 바깥쪽으로 떨어지면 이는 3스트라이크로 인정이 되며 이는 곧 스리번트 아웃으로 판정된다. 단 번트가 아닌 일반적인 타격에서는 2스트라이크 이상일 때 파울라인의 바깥에 떨어지면 스트라이크의 카운터가 더 올라가지 않는다. 또한 기존의 페어존부터 파울라인까지 타자가 친 타구가 떨어지면 이는 페어로 인정된다.

## 같이 보기
- 야구
- 파울
- 페어